# Vorotani Lerrnants'k'
Vorotani Lerrnants'k' (armeniska: Vorotani Lerrnants’k’) är ett bergspass i Armenien. Det ligger i den sydöstra delen av landet, 120 kilometer sydost om huvudstaden Jerevan. Vorotani Lerrnants'k' ligger 2 340 meter över havet.
Terrängen runt Vorotani Lerrnants'k' är lite bergig. Runt Vorotani Lerrnants'k' är det ganska glesbefolkat, med 42 invånare per kvadratkilometer.. Närmaste större samhälle är Jermuk, 17,5 kilometer norr om Vorotani Lerrnants'k'. Passet går mellan topparna Gora Kavirli och Gora Kysyrdag.
Trakten runt Vorotani Lerrnants'k' består i huvudsak av gräsmarker.